# Єркінкала
Єркінка́ла (каз. Еркінқала) — село у складі Атирауської міської адміністрації Атирауської області Казахстану. Адміністративний центр Єркінкалинського сільського округу.
Населення — 10939 осіб (2021; 3333 у 2009, 2536 у 1999, 2099 у 1989).